# 25-ös busz (Dunaújváros)
A dunaújvárosi 25-ös jelzésű autóbusz a BODY FASHION Kft. - Vasmű út - Autóbusz-állomás - Szórád Márton út - BODY FASHION Kft. - Benzinkút útvonalon közlekedik. A járatot a Volánbusz üzemelteti.

## Közlekedése
Csak munkanapokon közlekedik. A járatok többsége csak a BODY FASHION Kft. - Vasmű út - Autóbusz-állomás - Szórád Márton út - BODY FASHION Kft. útvonalon szállítja az utasokat. A buszok július 1-től augusztus 31-ig nem  közlekednek.

## Útvonala
| BODY FASHION Kft. → Vasmű út → Autóbusz-állomás → Szórád Márton út → BODY FASHION Kft. → Benzinkút |
| --- |
| BODY FASHION Kft. – Neumann János utca – Lánczos Kornél utca – Magyar út – Aranyvölgyi út – Apáczai Csere János út – Vasmű út – Építők útja – Szórád Márton út – Aranyvölgyi út – Magyar út – Szilárd Leó utca – Neumann János utca – BODY FASHION Kft. – Neumann János utca – Lánczos Kornél utca – Magyar út – Benzinkút |

## Megállóhelyei
| 0  | BODY FASHION Kft.              |                                                                 | Body Fashion Magyarország Kft. |
| 1  | AIKAWA                         | 27, 28, 29                                                      | Aikawa Hungária, Hankook Ház |
| 2  | Benzinkút                      | 27, 28, 29                                                      | Hankook Tire Magyarország Kft. |
| 3  | Laktanya                       | 28, 29                                                          | Rutinpálya |
| 5  | Százlábú híd                   | 24, 28, 29                                                      | Ortodox templom |
| 6  | Szórád Márton Általános Iskola | 22, 24, 28, 29                                                  | Szentháromság templom, Görögkatolikus Kápolna, Református templom, Szórád Márton Általános Iskola                                                                                           |
| 7  | Magyar utca                    | 20, 22, 23, 24, 28, 29, 35                                      | Mondbach-kúria és gőzmalom, Katica Óvoda |
| 9  | Baracsi út                     | 11, 20, 22, 23, 24, 27, 29, 32, 33, 35                          | Móra Ferenc Általános Iskola és Egységes Gyógypedgógiai Módszertani Intézmény, Rendőrkapitányság, Park Center                                                                               |
| 12 | Liszt Ferenc kert              | 2, 3, 8, 11, 18, 20, 22, 23, 24, 29, 32, 33, 35, 40, 45         | József Attila Könyvtár, Munkásművelődési Központ, Dunaferr Szakközép- és Szakiskola Villamos Tagiskola, Petőfi Sándor Általános Iskola                                                      |
| 15 | Dózsa Mozi                     | 2, 3, 8, 11, 18, 20, 22, 23, 24, 29, 32, 33, 35, 40, 45         | Városháza, Kormányablak, Szent Pantaleon Kórház, Rendelőintézet, Intercisa Múzeum, Dózsa Mozicentrum, Móricz Zsigmond Általános Iskola, Nemzeti Adó- és Vámhivatal                          |
| 18 | Ady Endre utca                 | 2, 3, 8, 11, 18, 20, 22, 23, 24, 29, 32, 33, 35, 40, 45         | Dunaújvárosi Víz-, Csatorna- Hőszolgáltató Kft., Stadion |
| 18 | Autóbusz-állomás               | 2, 4, 8, 11, 18, 20, 22, 23, 24, 27, 29, 32, 33, 35, 40, 44, 45 | Helyközi autóbusz-állomás, Fabó Éva Sportuszoda, Aquantis Wellness- és Gyógyászati Központ, Vásárcsarnok, Dunaújvárosi Egyetem, Vasvári Pál Általános Iskola                                |
| 20 | Szórád Márton út 26.           | 2, 4, 8, 11, 18, 20, 22, 23, 24, 27, 29, 32, 33, 35, 40, 44, 45 | Dunaújváros Áruház, Dunaújvárosi Egyetem, Széchenyi István Gimnázium és Kollégium, Dunaújvárosi SZC Kereskedelmi és Vendéglátóipari Szakgimnáziuma és Szakközépiskolája, Csillagvirág Óvoda |
| 21 | Szórád Márton út 44.           | 2, 4, 8, 11, 20, 22, 23, 24, 27, 29, 33, 35, 44                 | Dózsa György Általános Iskola, Margaréta Tagóvoda, Krisztus Király templom, Bánki Donát Gimnázium és Szakközépiskola                                                                        |
| 23 | Baracsi út                     | 11, 20, 22, 23, 24, 27, 29, 32, 33, 35                          | Móra Ferenc Általános Iskola és Egységes Gyógypedgógiai Módszertani Intézmény, Rendőrkapitányság, Park Center                                                                               |
| 24 | Magyar utca                    | 20, 22, 23, 24, 28, 29, 35                                      | Mondbach-kúria és gőzmalom, Katica Óvoda |
| 25 | Szórád Márton Általános Iskola | 22, 24, 28, 29                                                  | Szentháromság templom, Görögkatolikus Kápolna, Református templom, Szórád Márton Általános Iskola                                                                                           |
| 26 | Százlábú híd                   | 24, 28, 29                                                      | Ortodox templom |
| 28 | Laktanya                       | 28, 29                                                          | Rutinpálya |
| 29 | BODY FASHION Kft.              | 27, 28, 29                                                      | Body Fashion Magyarország Kft. |
|    |                                |                                                                 | |
| 30 | AIKAWA                         | 27, 28, 29                                                      | Aikawa Hungária, Hankook Ház |
| 31 | Benzinkút                      | 27, 28, 29                                                      | Hankook Tire Magyarország Kft. |